# Kaltennordheim
Kaltennordheim é uma cidade da Alemanha localizada no distrito de Schmalkalden-Meiningen, estado da Turíngia. Os antigos municípios de Aschenhausen, Kaltensundheim, Kaltenwestheim, Melpers, Oberkatz e Unterweid foram incorporados em janeiro de 2019.
A cidade de Kaltennordheim é membro e sede do Verwaltungsgemeinschaft de Hohe Rhön.